# Mario Lavezzi
Bruno Mario Lavezzi (Milano, 8 maggio 1948) è un compositore, cantautore e produttore discografico italiano.

## Biografia
Nato l'8 maggio 1948 a Milano, Mario Lavezzi manifesta fin da giovanissimo un'incontenibile passione per la chitarra, che studia prima da autodidatta e, successivamente, presso la Scuola Civica di Milano.
Nel 1963 dall'incontro di Mario con altri amici del quartiere dove viveva, nasce un gruppo studentesco denominato I Trappers, di cui facevano parte oltre a Lavezzi (che ne sarà il cantante-chitarrista), Antonio Cripezzi (che nel 1965 entrerà a far parte dei "Camaleonti"), Bruno Longhi (divenuto in seguito noto cronista sportivo), Mimmo Seccia e Gianfranco Longo (che nel 1966 entreranno nei Ragazzi della via Gluck).
Dei Trappers nel 1965, per un breve periodo, fece parte anche Teo Teocoli come cantante solista. Il gruppo ha inciso un singolo dal titolo "Ieri a lei" versione italiana di "Yesterday" dei The Beatles. 
Nell'estate del 1966 dopo lo scioglimento de "I Trappers" Lavezzi viene chiamato a sua volta a far parte de I Camaleonti sostituendo Riki Maiocchi, allora cantante e leader del gruppo. Con loro ha registrato l'album "I camaleonti" e i singoli "Portami tante rose" (1966), "Non c'è niente di nuovo" (Cantagiro del 1967), "L'ora dell'amore" (1967).
Nel 1968 lascia "I Camaleonti" per adempiere al servizio militare. Durante questo periodo inizia a scrivere canzoni.
Alla fine del 1968 incontra Mogol e inizia la sua attività di compositore, scrivendo "Il primo giorno di primavera", il cui testo è stato scritto da Cristiano Minellono e lo stesso Mogol. La canzone, prodotta da Lucio Battisti e da Mogol, fu portata al successo dai Dik Dik raggiungendo nel settembre del 1969 il primo posto in classifica.
Nasce in quel periodo la casa discografica Numero Uno, etichetta fondata da Mogol e Battisti che darà inizio alla carriera di moltissimi artisti tra i quali: Edoardo Bennato, Gianna Nannini, Formula 3, Premiata Forneria Marconi, Adriano Pappalardo, Flora Fauna Cemento, Bruno Lauzi, Umberto Tozzi, Oscar Prudente, Ivan Graziani e molti altri. Lavezzi entra subito a farne parte, come autore, produttore e interprete.
Infatti fonda nel 1972 i "Flora Fauna Cemento", con i quali registra tre singoli di successo, "Superstar", dall'omonimo musical "Jesus Christ Superstar", "Un Papavero" e "Mondo Blu" scritte da Battisti e Mogol, e l'album "Rock". Sempre in quell'anno, prende parte a Sanremo all'esibizione dei Delirium, guidati da Ivano Fossati, in qualità di chitarrista. 
Nel 1974 dallo scioglimento dei "Flora, Fauna e Cemento" e della "Formula 3", insieme con Alberto Radius, Gabriele Lorenzi, Vince Tempera, Gianni Dall'Aglio e Bob Callero, fonda Il Volo, gruppo "progressive" che si ispirava alle nuove tendenze musicali di quegli anni registrando gli album "Il Volo" nel 1974 e "Essere o non essere…" nel 1975.  
Durante il periodo di permanenza alla Numero Uno nasce l'amicizia con Lucio Battisti basata anche su una profonda stima reciproca che dà luogo a una collaborazione professionale che è continuata nel tempo. 
Dopo circa cinque anni di permanenza alla Numero Uno, Lavezzi firma un contratto con le edizioni Sugar music, come compositore e con l'etichetta discografica CGD in qualità di cantautore pubblicando cinque album: "Iaia" (1976), "Filobus" (1978), "Cartolina" (1979), "Agrodolce" (1983), "Guardandoti, sfiorandoti" (1984). In questi album sono contenuti i singoli "Le tua ali", "Io amo te", "Professore", "Cartolina", "Dolcissima", "Quand'eri tu la musica".

Vince Tempera, Loredana Bertè e Mario Lavezzi nel 1978

Sempre nel 1975, tra Lavezzi e Loredana Bertè nasce una storia sentimentale che sfocia in una collaborazione professionale che dà luogo alla produzione di sei album: "Normale o super", "Tir", "Banda Bertè", "Loredana Bertè", "Made in Italy" e "Lorinedita". In questi album appaiono molte canzoni scritte da Mario, tra le quali: "Indocina" "Fiabe", "La luna bussò", "In alto mare". 
Nel 1983 Lavezzi assume la produzione di Fiorella Mannoia realizzando gli album "Fiorella Mannoia" (CGD), "Premiatissima" (Ariston), "Momento delicato" (Ariston), "Fiorella Mannoia" (Ariston).
Questi album contengono i brani scritti da Lavezzi, quali "Torneranno gli angeli", "L'aiuola", "Momento delicato", "Quand'eri tu la musica", "Nell'etereo mondo dei fiordalisi", Basta innamorarsi ancora di te". Inoltre produce "Come si cambia" Ariston Records e '"Quello che le donne non dicono" DDD - La Drogueria di Drugolo.
Nel medesimo periodo inizia la produzione di Anna Oxa con gli album '"Per sognare, per cantare, per ballare", "La mia corsa", "Oxa", "È tutto un attimo".
Scrive i successi: "Non scendo", "Eclissi totale", "È tutto un attimo".
Nel 1984 scrive la colonna sonora del film "Amarsi un po'..." con la regia di Carlo Vanzina e interpretato da Claudio Amendola, Virna Lisi e Tahnee Welch.
Tra il 1986 e il 1991 realizza la produzione degli album di Loretta Goggi "C'è poesia", "C'è poesia due", "Donna io donna tu", "Punti di vista" e "Si faran… Canzoni" nei quali appaiono molte canzoni scritte da Lavezzi tra le quali "Signora", che vede Loretta duettare con Mario e che è contenuta nell'album "C'è poesia", oltre che nell'album di Lavezzi "Agrodolce".            
Nel 1989 firma con Mogol due tra le canzoni più popolari di questi ultimi anni: "Vita", interpretata da Lucio Dalla e Gianni Morandi e "Varietà" sempre per Gianni Morandi.
Dopo il successo ottenuto con "Vita" Lavezzi sente la necessità di registrare un disco in cui ospitare tutti quegli artisti con i quali aveva collaborato.
Nasce, così nel 1991, il progetto "Voci" che sarà il primo di una serie di tre album realizzati con il medesimo concetto.
Nel primo album, pubblicato dalla Dischi Ricordi in collaborazione con la Fonit Cetra, appaiono molti dei più illustri artisti del panorama musicale italiano: Lucio Dalla, Raf, Riccardo Cocciante, Ornella Vanoni, Mango, Gianni Bella. L'idea ottiene un notevole successo (130 000 copie vendute). Così nel 1993 è la volta di "Voci 2" con Biagio Antonacci, Luca Carboni, Mango, Laura Valente, Paolo Belli, Alessandro Bono, Cristiano De André e Giulia Fasolino, e nel 1997 di "Voci e chitarre", che ospita alcuni tra i più virtuosi chitarristi internazionali come Steve Lukather, Frank Gambale, Lee Ritenour, Ramon Stagnaro ed altri ancora.
Nel medesimo periodo inizia la collaborazione con Ornella Vanoni per la quale ha prodotto gran parte dei suoi album tra i quali, "Stella nascente" (1992), Sheherazade" (1995), "Un panino, una birra e poi..." (2001), "E poi.. la tua bocca da baciare" (2001), "Noi le donne noi" (2003), "Una bellissima ragazza" (2007), oltre ai recenti "Più di me" (2008) che contiene alcuni classici del repertorio di Ornella cantati in duetto con Claudio Baglioni,  Jovanotti Dalla, Morandi, Giusy Ferreri, Carmen Consoli e Pooh e "Più di te" (2009), contenente altri duetti con Pino Daniele, Ron.
E nel 2013 "Meticci", anno in cui assume anche la direzione musicale dello spettacolo "Un filo di trucco e un filo di tacco", che ha riscosso grande successo di pubblico nei teatri italiani.
Tra le canzoni che hanno determinato il successo degli album sopra citati appaiono: "Insieme a te", "Stella Nascente", "Per l'eternità", "Basta Poco", "Ci vorresti tu" scritte da Lavezzi con Mogol.
Nel 2002 ha composto quattro canzoni per l'album "L'amore ci cambia la vita" di Gianni Morandi (tra le quali "Una vita normale", che è stata sigla del programma televisivo "Uno di noi").
Nel 2005 Lavezzi ha pubblicato l'album "Passionalità" che conteneva l'inedito omonimo scritto in collaborazione con Maurizio Costanzo. L'album oltre a "Passionalità" interpretato con Veronica Piris era composto da dodici canzoni edite cantate in duetto con Loredana Bertè, Anna Oxa, Ornella Vanoni, Marcella Bella, Ivana Spagna, Fiorella Mannoia, Fausto Leali.
Nel 2007 Lavezzi ha fondato la nuova etichetta Nuove Arti per la quale ha prodotto le compilation della trasmissione Amici di Maria De Filippi, "Bianco e blu" (Federico Angelucci, Karima), "Ti brucia" (Marco Carta) e "Scialla" (Alessandra Amoroso), "Sfida" (Emma), che hanno riscosso un enorme successo.
Per festeggiare il quarantennale della carriera Mario non poteva sperare di meglio che scrivere insieme a Mogol "Biancaneve" per Alexia che l'ha presentata al Festival di Sanremo e che ha voluto Lavezzi al suo fianco come special guest.
La canzone fa parte dell'album "A più voci", che raccoglie tutti i duetti che Lavezzi ha realizzato nei progetti "Voci".
Con circa 150 date effettuate nei teatri di tutta Italia tra i quali il Teatro Smeraldo, il Teatro Sistina, il Teatro Nuovo di Milano è decretato il successo della tournee con Teo Teocoli iniziata nel 2008 in occasione del rilancio del Teatro Derby e terminata nel 2012.
Uno degli indicatori del successo di questo spettacolo è il record d'incasso dei teatri nazionali raggiunto al Teatro degli Arcimboldi di Milano la notte di Capodanno del 2010.
Nel 2011 Lavezzi realizza l'album "L'amore è quando c'è" per Universal Music Group che contiene dodici brani inediti. Le canzoni sono state scelte tra quelle scritte negli ultimi anni e che Lavezzi ha voluto tenere per sé, in quanto alcune riguardano un sofferto periodo di separazione dalla moglie Mimosa Gregoretti con la quale si è poi fortunatamente ricongiunto.
Nel 2014 ha assunto la produzione di Deborah Iurato (vincitrice del talent "Amici 2014") della quale ha prodotto l'omonimo EP (disco di platino) e l'album "Libere". 
Nel 2015 con il contributo della SIAE e in collaborazione con il comune di Milano e il Corriere della Sera, Radio Zeta, partendo da una sua idea, sviluppa il concorso Campusband/Musica&Matematica dedicato agli studenti appassionati di musica che frequentano scuole superiori ed università, mettendo in scena la prima edizione della finale nel cortile delle armi del Castello Sforzesco in cui si contendono la vittoria 4 cantautori, 4 interpreti e 4 gruppi.
Nel 2016, insieme a Caterina Caselli ha presentato al Festival di Sanremo il duetto Deborah Iurato e Giovanni Caccamo con la canzone "Via da qui", che si è piazzata terza.
Mario Lavezzi da anni è anche impegnato nella difesa del diritto d'autore e i tal senso ricopre vari incarichi all'interno degli organi amministrativi della SIAE, compresa la carica di Presidente della Commissione Musica.
Nel dicembre del 2016 Lavezzi ha ricevuto l'Ambrogino d'oro che è la massima onorificenza riconosciuta dal Comune di Milano ai cittadini milanesi che si sono distinti nella loro attività professionale.
Nel 2017 ha prodotto l'album di Alexia "Quell'Altra" pubblicato il 29 maggio del medesimo anno.
Nel 2018 si è interessato della produzione della canzone "Bisogna imparare ad amarsi" scritta da Bungaro, Cesare Chiodo, Pacifico, Fresa che Ornella Vanoni ha presentato a Sanremo e del cofanetto composto da tre album che contengono la maggior parte delle canzoni che hanno fatto la storia musicale dell'artista.
Nel medesimo anno si svolgono le elezioni per il rinnovo degli organi amministrativi della SIAE e Lavezzi con la sua lista autori vince le elezioni, assumendo la carica di presidente del Consiglio di Sorveglianza.
Nel 2019 in occasione del cinquantesimo della sua carriera pubblica con Nar International e Artist First l'album "...E la vita bussò" contenente tre cd, dei quali il primo "Autore" contenente 18 canzoni composte di maggior successo, il secondo "Produttore" con 18 di quelle prodotte e il terzo "Cantautore" con 19 brani interpretati da Lavezzi, compresi i duetti con Cocciante, Lucio Dalla, Biagio Antonacci, Carboni, Raf, ecc. e l'inedito "Canti di sirene" scritta con Franco Califano "Avanti così" scritta con Mogol per Eros Ramazzotti. Nel medesimo album è contenuto anche un 45 giri con tre canzoni delle quali "Sha la la la la" canzone con cui Mario è entrato ne I Camaleonti nel 1966 e due canzoni de I Trappers "Ieri a lei" (cover di Yesterday dei Beatles) e Lui lui (cover di Luie Luie dei Kingsman).
Nel gennaio 2020 Lavezzi mette in scena una tournée promozionale con lo spettacolo "…E la vita bussò" partendo dal Teatro comunale di Cagli il 18 gennaio, il 20 al Teatro Dal Verme il 24 al Teatro Duse, il 28 all'Auditorium Parco della Musica a Roma e il 31 al Teatro Colosseo di Torino. Il tour ha riscosso un notevole successo di pubblico, ma per via del lockdown, la tournée si è dovuta fermare.
Sempre a gennaio 2020 pubblica per Morellini editore il libro "E la vita bussò", in cui Mario Lavezzi racconta cinquant'anni di musica, percorsi attraverso varie epoche che vanno dalla Beat generation, i Figli dei fiori, l'impegno politico degli anni '70, la Dance, fino a oggi.
Nel 2021 pubblica a luglio "Il mare al tramonto" scritto con il giovane e talentuoso autore Lorenzo Vizzini.
Nel settembre 2022 insieme alla coalizione SIAE Next vince le elezioni della SIAE, presentando la propria lista autori.
Nel 2023 pubblica insieme a Mogol l'album "Capolavori nascosti" che contiene tredici brani di ottima qualità ripresi dagli album Voci, Voci 2, Voci e chitarre e "L'amore è quando c'è". Dell'album fa parte anche l'inedito "Una storia infinita" cantata in duetto con la pianista e cantante Cristina di Pietro.
Sempre nel 2023 assume l’incarico di membro della commissione di selezione dei bandi “Per chi Crea” della SIAE che prosegue anche nel 2024/25. Mentre nel mese di luglio sono state pubblicato 500 copie in versione speciale con firma autografa originale di Mogol e Mario Lavezzi il vinile di Capolavori Nascosti.
Nel 2024 collabora con la realizzazione della canzone “Santa allegria” cantata in duetto da Ornella Vanoni e Mahmood.

## Vita privata
Sposato con Mimosa Gregoretti dal 1988, da cui ha avuto due figli, Marco e Giulio.
È zio di Diana Est, cantante famosa negli anni ottanta con successi come Tenax e Le Louvre.

## Discografia

### Album studio
- 1976 - Iaia
- 1978 - Filobus
- 1979 - Cartolina
- 1983 - Agrodolce
- 1984 - Guardandoti, sfiorandoti
- 1991 - Voci
- 1993 - Voci 2
- 1997 - Voci e chitarre
- 2004 - Passionalità
- 2011 - L'amore è quando c'è

### Raccolte
- 1999 - Senza catene
- 2009 - A più voci
- 2023 - Capolavori nascosti